# Luigi Maccaferri
Luigi Maccaferri (Massa Lombarda, 2 settembre 1834 – Massa Lombarda, 11 novembre 1903) è stato un patriota e ingegnere italiano.

## Biografia

### La giovinezza
Nacque a Massa Lombarda nel 1834 da Luciano e Maria Foschini, famiglia piccolo borghese di idee liberali. Il padre era di famiglia oriunda bolognese, trasferitasi a Massa Lombarda all'inizio dell'Ottocento con incarichi direttivi nella Tenuta Cibo, la più grande possessione agraria allora esistente nel circondario di Lugo. La madre proveniva da un'antica famiglia patrizia massese. Luigi ebbe un'educazione accurata e completa, cominciò i primi studi nel suo paese natale per poi passare al Collegio Municipale di Ravenna e poi all'Università di Bologna dove si laureò nel 1857 in Ingegneria. Dopo la laurea rimase un paio d'anni a Bologna, facendo pratica professionale e frequentando la migliore società bolognese.

### Soldato dell'Indipendenza Italiana
Nell'aprile del 1859 nell'imminente inizio delle ostilità con l'Austria, Maccaferri, come tanti giovani ardenti di patriottismo, partì da Bologna con l'intento di raggiungere il Piemonte e arruolarsi volontario nell'esercito sardo. Non temendo l'esilio perpetuo dallo Stato Pontificio, passò in Toscana, fece la traversata per mare da Livorno a Genova e, giunto a Torino, si arruolò volontario nel 9º Reggimento “Brigata Regina”. Fece tutta la campagna contro l'Austria ottenendo il congedo nell'agosto del 1859 in seguito all'Armistizio di Villafranca. Attratto dalla vita militare, grazie ai suoi studi da ingegnere, chiese di poter entrare nella Scuola di Applicazione d'Artiglieria e Genio di Torino, ove fu ammesso col grado di sottotenente il 21 ottobre 1859. Luogotenente dopo un anno, fu promosso capitano nel marzo del 1862. Rimase due anni in servizio alla Regia Fabbrica d'Armi di Torino dove gli fu affidata per sei mesi la direzione, per conto del Ministero della Guerra, di un importante stabilimento metallurgico in Calabria che già fabbricava armi e utensili per l'ex esercito borbonico. Rientrato a Torino si distinse come uno tra i più brillanti ufficiali della capitale, sempre ricevuto nei salotti della più alta società. All'inizio del 1864 abbandonò l'Italia e passò due anni a Parigi, ospite del tenore parmense Emilio Naudin, nel periodo di massimo splendore della Francia del Secondo Impero. Qui ebbe modo di ammirare il grande progresso agricolo e industriale di quel Paese rispetto all'arretratezza generalizzata dell'agricoltura italiana. Favorevolmente impressionato dal grande profitto che dava in Francia la coltivazione della barbabietola per la produzione industriale dello zucchero, si convinse della necessità di intraprendere la stessa coltivazione nelle campagne massesi, a suo parere adatte sia per la feracità del suolo che per la clemenza del clima. Al principio del 1866 decise di ritornare in patria e apparendo allora imminente un nuovo scontro con l'Austria, si recò a Firenze per ottenere di rientrare nell'Esercito Regio. Giunto al deposito di Como, il 28 maggio 1866 fu nominato capitano nel 1º Reggimento del Corpo Volontari Italiani sotto il comando del colonnello Clemente Corte. Partecipò il 3 luglio alla Battaglia di Monte Suello col compito di condurre le quattro compagnie del maggiore Federico Salomone a circuire la sinistra nemica nel tentativo di prendere alle spalle gli austriaci attestati su Monte Suello. L'azione di aggiramento che portò i garibaldini a comparire in cima al Monte Berga, sovrastante Bagolino (quartier generale austriaco), costrinse gli austriaci a ripiegare nella notte sulle Giudicarie, temendo di vedersi all'indomani chiusa ogni via di fuga. In seguito alla morte nella Battaglia di Monte Suello dei capitani Angelo Bottino e Domenico Vianello, il colonnello Clemente Corte chiamò Luigi Maccaferri a Capo di Stato Maggiore della IV Brigata (Brigata Corte) e come tale partecipò ai Consigli di guerra presieduti da Garibaldi. Dopo la vittoria ottenuta dai garibaldini nella Battaglia di Bezzecca, il 24 luglio venne l'ordine di sospensione delle ostilità, seguito il 9 agosto da quello di sgombero dal Trentino e dall'Armistizio di Cormons. L'ultimo incarico affidato a Maccaferri il 16 agosto fu la ricostituzione della Compagnia Volante del 1º Reggimento, decimata nella Battaglia di Bezzecca. Con lo scioglimento del Corpo Volontari Italiani il 23 agosto e la Pace di Vienna il 3 ottobre, Maccaferri fu congedato il 17 ottobre e poté rientrare a Massa Lombarda.

### Promotore di progresso agricolo, industriale e civile

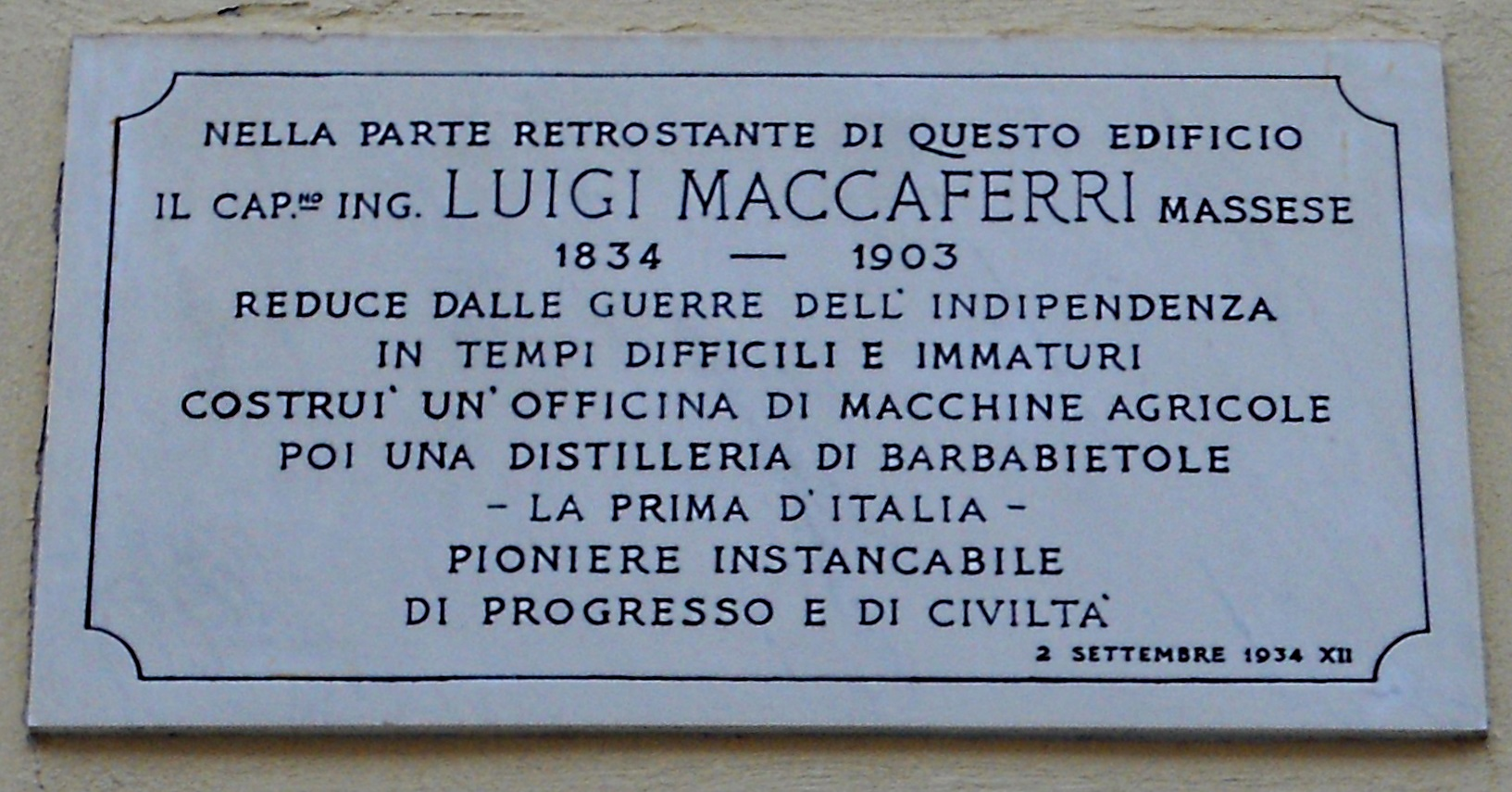
Massa Lombarda: targa posta nell'edificio che ospitò la prima distilleria di barbabietole d'Italia.

Rientrò a Massa Lombarda col fermo proposito di dedicarsi al progresso agricolo e industriale del suo paese natale. Nel 1870 sposò una donna della sua stessa estrazione sociale, Eugenia Bassi, dalla quale ebbe nello stesso anno l'unico figlio nato dalla coppia, Eugenio Maccaferri. Eugenio sarà professore di matematica in diversi Istituti Tecnici nazionali (Napoli, Cagliari, Macerata, Ancona), preside in quelli di Pesaro e Piacenza e autore di una cinquantina di pubblicazioni a carattere didattico. A partire dal 1870 Maccaferri introdusse per primo nei circondari di Lugo ed Imola la trebbiatura meccanica, acquistando macchine a vapore inglesi e impiantando un'officina per la riparazione delle stesse. Costruì e diresse fornaci di laterizi a Massa Lombarda e Lugo, impiantò un molino a vapore ad Alfonsine e dal 1874 iniziò nel podere di famiglia la coltivazione della barbabietola da zucchero. 
Dopo aver diretto nel 1878-81 un'impresa agricola nelle Bonifiche ferraresi, nel 1882 impiantò a Massa Lombarda, costruendone quasi tutti gli apparecchi, la prima distilleria d'Italia su modello francese per l'alcoolizzazione della barbabietola da zucchero. Negli anni successivi ne impiantò altre a Imola, Modena, Migliaro (quest'ultima per l'alcoolizzazione del sorgo). Nel 1884 il Ministero di Agricoltura, Industria e Commercio assegnò un premio di £ 1500 alla "Distilleria agricola" di Massa Lombarda con una lettera di incoraggiamento e di plauso del ministro Domenico Berti. Nello stesso anno l'on. Luigi Canzi elogiò in Parlamento l'operato di Maccaferri. Negli anni 1898-1900 rappresentò presso gli agricoltori massesi produttori di barbabietole, lo Zuccherificio Gulinelli di Pontelagoscuro e nel 1901 fu tra i promotori dello Zuccherificio di Massa Lombarda. Progettò ed eseguì le bonifiche meccaniche di Filo e Longastrino, fece studi e propose nuove soluzioni per la bonifica meccanica dei Circondari di Scolo dello Zaniolo e del Buonacquisto in attesa della realizzazione del Canale in Destra Reno. Fece un progetto di acquedotto per Lugo e Ravenna che fu premiato con medaglia d'oro, dopo la sua morte, all'Esposizione Romagnola del 1904. 
Nel 1890 redasse un progetto di legge sul risarcimento dei danni causati dagli infortuni sul lavoro e sulle pensioni di cronicità, pubblicato dal Consolato Operaio di Milano su proposta dell'on. Antonio Maffi. Fu promotore e primo presidente della Società Operaia di Massa Lombarda. Dal 1877 fu membro della direzione del Comizio agrario del Circondario di Lugo, consigliere comunale a Lugo nel 1878-79 e per più anni a Massa Lombarda dove ricoprì la carica di prosindaco nel biennio 1894-95, anni caratterizzati da gravi episodi sovversivi e dalla repressione crispina. Politicamente repubblicano-radicale, fu per tutta la vita un democratico di marca garibaldina. Morì a Massa Lombarda l'11 novembre 1903 ed ebbe funerali civili con l'ultimo saluto tributatogli dal senatore massese Eugenio Bonvicini, suo primo cugino. Molti i telegrammi e i biglietti di condoglianze giunti al figlio Eugenio da gran parte del mondo politico di allora: on. Luigi Rava, on. Paolo Taroni, on. Luigi Canzi, on. Antonio Maffi, on. Andrea Costa, on. Leonida Bissolati, gen. Ricciotti Garibaldi.

Il 2 settembre 1934, per commemorare i cent'anni dalla nascita, Massa Lombarda gli tributò onoranze solenni. Tenne il discorso celebrativo il sen. Aldo Oviglio.

### Intitolazioni
A Luigi Maccaferri sono state dedicati nel 1934 una lapide commemorativa e un busto in bronzo, opera dello scultore Cleto Tomba, posti sotto il loggiato del municipio, una via cittadina e una targa nell'edificio che ospitò la prima officina di macchine agricole del circondario lughese e la prima distilleria di barbabietole d'Italia.

## Saggi
- 1881 – Progetto dell'Ing. Luigi Maccaferri presentato agli Affittuari delle Bonifiche ferraresi, Tip. Guarnieri, Adria;
- 1883 – Relazione a S.E. il Ministro d'Agricoltura sull'esperimento di coltivazione della barbabietola da zucchero a Massalombarda, Tip. Conti, Faenza;
- 1884 – Distilleria rurale per la produzione dell'alcool dalle barbabietole, vino, vinacce, sorgo e frutta zuccherina d'ogni specie, Stab. Tip. Succ. Monti, Bologna;
- 1884 – La migliore delle industrie agricole suggerita ai coltivatori delle pianure dell'Italia Centrale, Stab. Tip. Succ. Monti, Bologna;
- 1885 – Trasformazione agricola ovvero Agricoltura industriale, Stab. Tip. Succ. Monti, Bologna;
- 1889 – Modello di Azienda Agricola per le nostre bonifiche, Tip. Toffaloni, Massa Lombarda;
- 1890 – Alcoolizzazione dell'Ambra del Minesota (Sorgo zuccherino), Tip. Toffaloni, Massa Lombarda;
- 1891 – Progetto di legge sul risarcimento dei danni causati dagli infortuni sul lavoro e sulle pensioni di cronicità, Consolato Operaio di Milano;
- 1899 – Proposte sulla bonifica del Circondario dello Zaniolo, Stab. Tip. Succ. Monti, Bologna;
- 1899 – Aspettando il canale romagnolo a destra del Reno … la bonifica immediata di Conselice e Lavezzola, Stab. Tip. Mancini, Macerata;
- 1900 – Avant-projet di Distilleria di barbabietole per la lavorazione di 1000 quintali di radici al giorno, Stab. Tip. Succ. Monti, Bologna;
- 1901 – Per la bonifica meccanica del Circondario del Buonacquisto, Tip. Sociale, Massa Lombarda;
- 1904 – Acquedotto per Ravenna, Lugo e Bagnacavallo dell'Ing. Luigi Maccaferri, presentato dall'Ing. V. Argnani e dal Prof. E. Maccaferri, Tip. Economica, Ancona.